# Starkey Hearing Technologies
A Starkey Hearing Technologies é uma empresa americana de capital privado sediada em Eden Prairie, Minnesota , que fabrica aparelhos auditivos, ela é uma das maiores fabricantes de aparelhos auditivos do mundo.  Em 2019, a empresa possuía mais de 5.000 funcionários em 24 instalações, atendendo a mais de 100 mercados em todo o mundo, A Starkey é a única fabricante global de aparelhos auditivos de propriedade estadunidense. 

## História
Primeiros anos
Em 1967, William F. "Bill" Austin abriu uma pequena loja de reparos para aparelhos auditivos depois de abandonar a faculdade de medicina. Em 1970, ele comprou uma empresa de moldes auriculares chamada Starkey Labs por US $13.000.  A Starkey começou a fabricar aparelhos auditivos, oferecendo o primeiro período de teste de 90 dias no setor.
1980-presente
Em 1983, as vendas da empresa dobraram quando Ronald Reagan começou a usar seus aparelhos auditivos enquanto era presidente, o que causou uma crise na fabricação dos aparelhos para conseguir atender a demanda. 
Austin adaptou pessoalmente cinco presidentes dos EUA, dois papas, Madre Teresa, Nelson Mandela e outros líderes notáveis com os aparelhos auditivos Starkey.
Em 2015, Austin demitiu o então presidente da Starkey, Jerry Ruzicka, e diversos gerentes seniores.  Um ano depois, em setembro de 2016, promotores federais acusaram Ruzicka e outras quatro pessoas de roubar mais de US $20 milhões da Starkey e de um fornecedor desde 2006.  Durante o julgamento, Austin, que não foi acusado, forneceu falso testemunho ao tribunal, fazendo com que algumas de suas declarações fossem retiradas do registro.  Em março de 2018, Rusicka foi considerado culpado de oito acusações, incluindo fraude, e em dezembro de 2018 foi condenado a sete anos de prisão.  Em 2016, a empresa informou que seus negócios estavam indo bem, apesar da fraude, suas vendas bateram os US $ 800 milhões no ano anterior.  Um relatório no Star Tribune observou que a Starkey enfrentou alguns desafios durante aquele momento; seu número de pedidos para novas patentes havia diminuido, a empresa tinha caído para o segundo lugar em vendas no orgão de veteranos do governo estadunidense, um mercado importante para empresas de aparelhos auditivos, e as vendas de aparelhos auditivos diretamente para consumidores estavam mudando cada vez mais para as grandes lojas, como Costco ou empresas particulares, mas a Starkey estava comprometida em vender diretamente para audiologistas independentes. 
Em julho de 2017, Brandon Sawalich, que trabalhava na Starkey desde 1994, foi nomeado presidente da empresa, sucedendo a Austin, que manteve o papel de CEO. 
Segundo a Forbes, em 1992 as vendas da Starkey era de quase US $200 milhões; em 2018, as vendas estavam estimadas em US $850 milhões por ano.
Produtos[editar] 

## Linha de produtos atual
Em outubro de 2019, a empresa oferece dez diferentes tipos de aparelhos auditivos e vários acessórios. Os aparelhos são: 
·        Monitoramento de Audição & atividade
·        Compatível com Smartphone
·        Produtos invisíveis
·        Receptor no canal
·        Completamente-no-canal
·        Retro-auricular
·        Intracanal
·        Intra-auricular
·        Alívio do zumbido
·        Audição unilateral

## Lançamentos recentes e acessórios
Em 2014, a Starkey lançou o Halo, um aparelho auditivo que funciona coem conjunto a um iPhone e seu aplicativo associado. 
Bill Austin com uma pessoa que está sendo adaptada graças a ajuda da Starkey Hearing Foundation.
Em 2016, a empresa apresentou aparelhos auditivos de alta tecnologia com processos e software mais poderosos, voltados ao envelhecimento dos baby boomers; o marketing destes aparelho enfatizava a capacidade de ouvir música melhor. 
Em 2017, a família de produtos iQ foi apresentada. Os produtos desta família fornecem áudio puro e clareza de audição excepcional. O Muse IQ Recarregável tem uma batéria de longa duração e estável para garantir que os aparelhos auditivos dos usuários estejam sempre prontos para uso.
Em 2018, a empresa lançou o Livio AI, o primeiro aparelho auditivo do mundo com sensores integrados e inteligência artificial. Como um aparelho auditivo multifuncional, o Livio AI é o primeiro aparelho auditivo que monitora a atividade física e a saúde cognitiva, medida através do uso do aparelho auditivo. Outros recursos do Livio AI são: tradução de idiomas, detecção e alertas de quedas, controle por toque e outros recursos. O lançamento do produto também incluiu um novo aplicativo, o Thrive Hearing Control, e três novos acessórios sem fio - O Starkey Hearing Technologies TV, o Remoto e o Microfone remoto +.
Além disso, a Starkey oferece dois acessórios para proteção auditiva: uma linha de aparelhos auditivos digitais chamados SoundGear que aprimora a qualidade do som enquanto protege os ouvidos contra ruídos repentinos; e tampões personalizados que protegem trabalhadores e pessoas que tem contato com ambientes excepcionalmente ruidosos. 

## Starkey Hearing Foundation
De acordo com a Organização Mundial da Saúde, em 2019, aproximadamente 466 milhões de pessoas em todo o mundo, incluindo 34 milhões de crianças, têm perda auditiva incapacitante. Uma das propostas da OMS tem sido a construção de parcerias "para desenvolver programas robustos de cuidado auditivo".  Para lidar com a perda auditiva enfrentada pelos países em desenvolvimento, em 1984 Austin e sua esposa, Tani Austin, fundaram a Starkey Hearing Foundation. Juntos, eles têm atuado ativamente na "construção de sistemas sustentáveis comunitários de cuidado auditivo em todo o mundo, para capacitar as comunidades locais e garantir que as pessoas sejam capazes de alcançar todo o seu potencial na vida". Em 2015, Tani Austin foi homenageada nas Nações Unidas pela Federação dos Estados Unidos pela Paz no Oriente Médio como Mulher caridosa do ano.  
Para ajudar a arrecadar fundos, a fundação realiza uma festa de gala anual com a participação de várias celebridades.  Em 2017, a fundação havia doado um milhão de aparelhos auditivos para pessoas carentes em todo o mundo. 

1. ↑  «Wireless Hearing Aid Market : Soaring Demand Assures Motivated Revenue Share During 2019-2025 – Rapid News Network» (em inglês). Consultado em 24 de janeiro de 2020
2. ↑  «About Starkey Hearing Technologies - History to 2019». www.starkey.com (em inglês). Consultado em 24 de janeiro de 2020
3. ↑  «Messy split at Starkey Hearing is making industry waves». Star Tribune. Consultado em 24 de janeiro de 2020
4. ↑  «Fired Starkey Hearing Technologies president hires lawyer». Star Tribune. Consultado em 24 de janeiro de 2020
5. ↑  «Five Indicted For Massive Fraud Perpetrated Against Starkey Laboratories». www.justice.gov (em inglês). 21 de setembro de 2016. Consultado em 24 de janeiro de 2020
6. ↑  «Federal judge: Starkey owner Bill Austin gave false testimony». Star Tribune. Consultado em 24 de janeiro de 2020
7. ↑  «Former Starkey President Ruzicka sentenced to 7 years in prison». Star Tribune. Consultado em 24 de janeiro de 2020
8. ↑  Technologies, Starkey Hearing (6 de julho de 2017). «Starkey Hearing Technologies Appoints Brandon Sawalich as President». GlobeNewswire News Room. Consultado em 24 de janeiro de 2020
9. ↑  «Types of Hearing Aids - Find the Right Hearing Aid for You». www.starkey.com (em inglês). Consultado em 24 de janeiro de 2020
10. ↑  Manjoo, Farhad (23 de abril de 2014). «Conjuring Images of a Bionic Future». The New York Times (em inglês). ISSN 0362-4331
11. ↑  «New Starkey hearing aid will help people not to miss a beat». Star Tribune. Consultado em 24 de janeiro de 2020
12. ↑  «Hearing and Ear Protection | Starkey». www.starkey.com (em inglês). Consultado em 24 de janeiro de 2020
13. ↑  «Deafness and hearing loss». www.who.int (em inglês). Consultado em 24 de janeiro de 2020
14. ↑  Foundation, Starkey Hearing (23 de setembro de 2015). «Tani Austin named Female Philanthropist of the Year». GlobeNewswire News Room. Consultado em 24 de janeiro de 2020
15. ↑  givingbooth (7 de julho de 2016). «Tani Austin, Co-founder of the Starkey Hearing Foundation, to be Delta Zeta Sorority's 2016 Convention Initiate». Delta Zeta (em inglês). Consultado em 24 de janeiro de 2020
16. ↑  Mehta, Raghav. «Starkey Gala 2016: We ask Johnny Depp about Pokémon, Jay Leno about Prince». City Pages. Consultado em 24 de janeiro de 2020
17. ↑  «Audiology Worldnews». www.audiology-worldnews.com. Consultado em 24 de janeiro de 2020